# Eckard König
Eckard König (* 9. März 1944 in Königsberg) ist ein Vertreter der Personalen Systemtheorie in der humanistischen Tradition von Gregory Bateson und Paul Watzlawick. Er hatte einen Lehrstuhl im Fachbereich Erziehungswissenschaft an der Universität Paderborn mit den Arbeitsschwerpunkten Erwachsenenbildung/Weiterbildung, Organisationsberatung und Grundlagen der Sozialwissenschaften inne. Er ist Mitherausgeber der Fachzeitschrift Pädagogische Rundschau.

## Leben
Nach einem Studium der Philosophie, Erziehungswissenschaft und Psychologie an der Universität Erlangen-Nürnberg promovierte König 1970 in Philosophie und habilitierte sich 1975 für Pädagogik und ihre Wissenschaftstheorie über Grundlagenprobleme der Erziehungswissenschaft. Seit 1976 war er Professor für Allgemeine Pädagogik an der Universität Paderborn und wurde mit Ablauf des Wintersemesters 2008/2009 emeritiert. 1984 gründen Gerda Volmer und König das "Wissenschaftliche Institut für Beratung und Kommunikation".

## Werk
Zusammen mit Gerda Volmer stellte er in ihrem Buch "Einführung in die systemische Organisationsberatung" sein Konzept der Weiterentwicklung der "Personalen Systemtheorie" vor. Im Zentrum der Betrachtung dieser von König und Volmer weiterentwickelten Theorie stehen die Merkmale sozialer Systeme. Während Niklas Luhmann in seiner soziologischen Systemtheorie die sozialen Systeme als Kommunikationssysteme definiert, beziehen König und Volmer ihre Definition von sozialen Systemen auf die Personen im jeweiligen sozialen System, weswegen sie das Konzept Personale Systemtheorie nannten.
Die Merkmale (oder Ebenen) sozialer Systeme sehen nach König und Volmer wie folgt aus:
1. Wer sind die Personen im sozialen System?
2. Wie deuten diese Personen ihre jeweilige subjektive Sicht der Dinge / ihre Wirklichkeit?
3. Welche sozialen Regeln existieren im sozialen System?
4. Welche Regelkreise (Kommunikationsmuster) sind im sozialen System vorherrschend?
5. Geschichte (Historie) des sozialen Systems - Jedes soziale System hat einen Anfang, beinhaltet eine Entwicklung und hat voraussichtlich ein Ende.
6. Definition der Systemgrenzen und den Einfluss der Systemumwelt auf das jeweilige soziale System.

## Schriften
- mit P. Zedler: Theorien der Erziehungswissenschaft. Weinheim 1995.
- mit G. Volmer: Systemisches Coaching. Weinheim 2002.
- mit G. Volmer (Hrsg.): Praxis der Systemischen Organisationsberatung. 3. Auflage. Weinheim / Basel 2003.
- mit G. Volmer: Systemisch denken und handeln. Weinheim 2005.
- mit S. Meinsen (Hrsg.): Wissensmanagement in sozialen Systemen. Weinheim 2006.
- mit Gerda Volmer: Handbuch systemische Organisationsberatung. Weinheim / Basel 2008, ISBN 978-3-407-36467-8.